# ラッセル・ワトソン

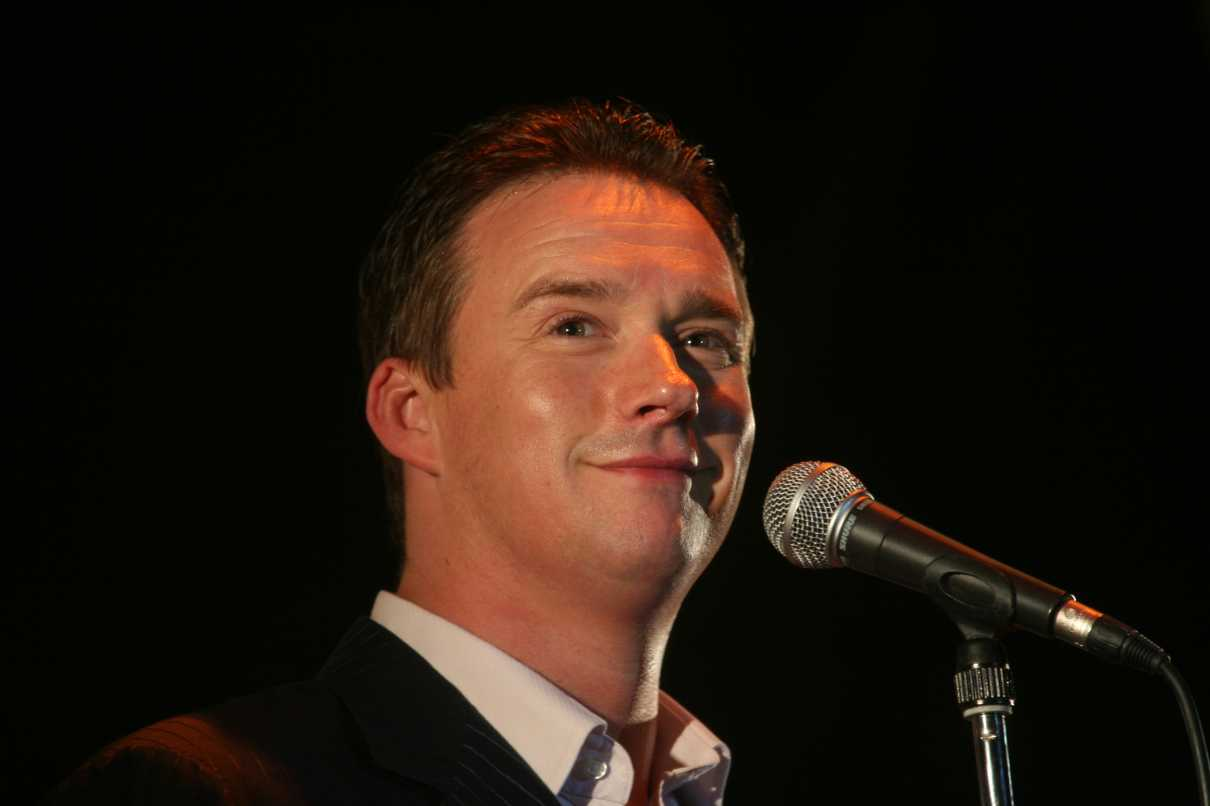
ラッセル・ワトソン （2007年）

ラッセル・ワトソン (Russell Watson、 1966年11月24日 - ) は、イギリス・マンチェスター出身のテノール・ポップス歌手。尚、生年を「1972年」もしくは「1974年」などとするメディアもある。

## プロフィール
幼少の頃から両親の流す音楽に親しんではいたが、当初は真剣にプロの歌手を目指すつもりはなかったもよう。したがって、他のクラシック歌手にありがちな「幼少の頃からの音楽の英才教育」は一切経験していない。
16歳の頃旋盤工となり、仕事のオフタイムの折にパブでロックやポップスを歌うのみであったが、観客に「ルチアーノ・パヴァロッティの“トゥーランドット”にある『誰も寝てはならぬ』を歌ってみてはどうか」と勧められ、CDを入手してヴォイス・トレーニングに取り組むことになった。これがラッセルのテノール歌手としての原点である。
このトレーニングによる口コミが評判を呼び、彼の立つステージは年を追うごとに広く大きなものとなっていった。
1999年、ラグビーリーグカップ決勝の舞台、ウェンブリー・スタジアムで国歌独唱の栄誉に。
そして1999年5月16日、マンチェスターのオールド・トラッフォードにて行われたマンチェスター・ユナイテッドとトッテナム・ホットスパーのサッカーのイングランド　プレミアリーグ最終戦にて、子供のときからファンであったマンチェスター・ユナイテッドの優勝セレモニーで「誰も寝てはならぬ」を歌う。観客だけでなく、めったなことでは褒め言葉をもらさないプレス席のジャーナリストたちからもスタンディングオベーションまでも勝ち取った。これは全英に中継され、彼の知名度を決定的に広めるものとなった（なお、実は前年の1998年にミュンヘンの悲劇追悼試合で歌うはずだったが、ゲストの元マンチェスター・ユナイテッドのスター選手エリック・カントナが試合直前に“クラシック・シンガー”として難色を示して土壇場で別の歌手に変更になった）。
2000年9月、ファーストアルバム "The Voice" をリリースした。ここではサイモン&ガーファンクルの「明日に架ける橋」、フレディ・マーキュリー&モンセラート・カバリェ（フレディの命日はラッセルの誕生日）の「バルセロナ」、そしてウルトラヴォックスの「ヴィエナ」（「ウィーン」の英語呼称）をカヴァーしている。
2001年には、アメリカのSFテレビドラマ『スタートレック:エンタープライズ』のオープニング曲「ホェア･マイ･ハート･ウィル･テイク･ミー」（映画『パッチ・アダムス』のエンディングで流れるロッド・スチュワートの「フェイス・オブ・ザ・ハート」をアレンジした曲）を歌った。
2004年4月には初来日公演が実現した。同年ボーナスDVD付きのアルバム "The golden voice" をリリース。
オペラのアリアやカンツォーネに混じって、ここではクイーンの「ボヘミアン・ラプソディー」をカバー。
2005年にアルバム「アモーレ・ムジカ」をリリース。テレビ朝日の「題名のない音楽会」、テレビ東京の「たけしの誰でもピカソ」に出演。5月に再来日公演を行なった。2006年、ベスト・アルバム「ベスト・オブ・ラッセル・ワトソン」をリリース、5月に東京と兵庫で通算4度目の来日公演を行った。
2006年9月、ニューアルバムを録音中に脳腫瘍が発見され、すぐに手術が行われた。その後、アルバム「ザッツ・ライフ」は2007年3月にリリース。2007年8月〜9月にカムバックを記念した日本公演が東京と大阪で行われた。
JALが毎年行っている音楽イベント『音舞台』の2007年版『第20回 JAL金閣寺音舞台』へも出演した。
所属レーベルは、2000年から2009年まではデッカ・レコード、2009年からはソニー・ミュージックエンタテインメント。日本では、デッカ・レコードのアルバムはユニバーサルミュージックから、ソニー移籍後のアルバムはソニー・ミュージックエンタテインメントから出ている。
2012年4月公開の日本映画『テルマエ・ロマエ』の主題歌のために、「誰も寝てはならぬ」を新録している。

## ディスコグラフィ

### スタジオ・アルバム
- 『ザ・ヴォイス』 The Voice (2000年)
- 『ヴォラーレ 〜ザ・ヴォイス2』 Encore (2001年)
- 『リプライズ 〜ザ・ヴォイス3』 Reprise (2002年)
- 『アモーレ・ムジカ』 Amore Musica (2004年)
- 『ザッツ・ライフ』 That's Life (2007年)
- 『タイム・トゥ・セイ・グッバイ』 Outside In (2007年)
- 『ピープル・ゲット・レディ』 People Get Ready (2008年)
- 『ラ・ヴォーチェ』 La Voce (2010年)
- 『アンセム』 Anthems – Music To Inspire A Nation (2012年)

### ベスト・アルバム
- 『ゴールデン・ヴォイス』 (2004年)
- 『ベスト・オブ・ラッセル・ワトソン』 The Voice: The Ultimate Collection (2006年)
- The Very Best of Russell Watson (2006年)
- The Ultimate Collection: Special Edition (2008年)
- With Love from Russell Watson (2010年)
- 『プラチナム・コレクション』 The Platinum Collection (2010年)

### シングル
- Swing Low '99 (1999年)
- 「バルセロナ」 Barcelona (2000年)
- 「サムワン・ライク・ユー」 Someone Like You (2002年)
- 「ナッシング・セイクリッド (カースティのために) 」 Nothing Sacred – A Song For Kirsty (2002年)
- 「好きにならずにいられない」 Can't Help Falling in Love (2006年)

### ビデオ・アルバム
- 『ザ・ヴォイス・ライヴ』 The Voice: Live (2001年)
  - 日本版はVHSでのみ発売。
- 『リプライズ 〜ザ・ヴォイス・ライヴ2』 The Voice Live in New Zealand (2002年)
  - 2002年2月のニュージーランドのオークランド・ハーバーで行われたコンサートを収録。日本版は再発売の際に『ザ・ヴォイス 〜LIVE2』に題を変えた。
- 『ザ・ヴォイス LIVE』 Live 2002 / The Voice: Live (2006年)
  - 2002年のイギリス・リーズで行われた野外コンサートを収録。日本版は再発売の際に『ザ・ヴォイス』に題を変えた。
- The Voice: The Ultimate Collection (2007年)
  - リーズ、アトランティックシティ、オークランドでのコンサートのハイライトを収録。

### その他
- 『映画「テルマエ・ロマエ」ムジカ・コレクティオン』 (2012年)
  - 日本映画『テルマエ・ロマエ』のサウンドトラック・アルバム。ラッセル・ワトソンによるテーマ曲「誰も寝てはならぬ」が収録されている[2]。

## 日本公演
- 2004年

4月16日, 18日 - Bunkamuraオーチャードホール
- 2005年

5月27日, 29日 - 東京オペラシティコンサートホール
Christmas Concert in Osaka
12月22日 - 大阪フェスティバルホール
- 2006年　　The Golden Voice

5月18日 - Bunkamuraオーチャードホール
5月20日 - 兵庫県立芸術文化センター・大ホール
5月23日 - 東京国際フォーラム・ホールC
- 2007年　　That's Life

8月31日 - 東京国際フォーラムホールA
9月11日 - 大阪フェスティバルホール
第20回 JAL金閣寺音舞台
9月8日 - 鹿苑寺金閣　特設ステージ
- 2008年　　Outside In

5月29日 - NHKホール